# Athripsodes albifrons
Athripsodes albifrons – gatunek owada z rzędu chruścików i rodziny Leptoceridae. Larwy prowadzą wodny tryb życia.
Występuje w prawie całej Europie, larwy zasiedlają strefę rhitralu i roślinność rzek (Botosaneanu i Malicky 1978). Limneksen. Gatunek rzadko spotykany w jeziorach Finlandii, i Irlandii.